# علي فتوني
علي فتوني هو مخرج وممثل صوت لبناني.

## فيلموغرافا

### أفلام
| السنة | العنوان    | الدور              | ملاحظات    |
| ----- | ---------- | ------------------ | ---------- |
| 2014  | كابتن جورج | تمثيل + تعليق صوتي | مخرج، منتج |

### أدوار الدبلجة
- شركة الوحوش (النسخة العربية الفصحى)
- العم جدو